# Chilades ariadne
Chilades ariadne är en fjärilsart som beskrevs av Butler. Chilades ariadne ingår i släktet Chilades och familjen juvelvingar. Inga underarter finns listade i Catalogue of Life.